# Toksičnost litijuma
Toksičnost litijuma, takođe poznata kao predoziranje litijumom, stanje je unosa prevelike količine litijuma. Simptomi mogu uključivati drhtavicu, pojačane reflekse, probleme sa hodanjem, probleme sa bubrezima i izmenjen nivo svesti. Neki simptomi mogu trajati godinu dana nakon što se nivoi vrate u normalu. Komplikacije mogu uključivati serotoninski sindrom.
Toksičnost litijuma može nastati usled prekomernog unosa ili smanjenog izlučivanja. Prekomerni unos može biti pokušaj samoubistva ili slučajan unos. Do smanjenog izlučivanja može doći kao rezultat dehidracije kao što je povraćanje ili dijareja, dijeta sa niskim sadržajem natrijuma ili problemi sa bubrezima. Dijagnoza se generalno zasniva na simptomima i potkrepljena je nivoom litijuma u krvnom serumu većim od 1,2 mEq/L.
Ispiranje želuca i ispiranje creva mogu biti korisni ako se urade rano. Aktivni ugalj nije efikasan. Za tešku toksičnost preporučuje se hemodijaliza. Rizik od smrti je generalno nizak. Akutna toksičnost generalno ima bolje ishode od hronične toksičnosti. U Sjedinjenim Državama oko 5.000 slučajeva se prijavi centrima za kontrolu trovanja godišnje. Toksičnost litijuma je prvi put opisana 1898. godine.

## Znaci i simptomi
Simptomi toksičnosti litijumom mogu biti blagi, umereni ili teški.
Blagi simptomi uključuju mučninu, osećaj umora i tremor na nivou od 1,5 do 2,5 mEq/L u krvnom serumu. Umereni simptomi uključuju konfuziju, ubrzan rad srca i nizak tonus mišića koji se javljaju na nivou od 2,5 do 3,5 mEq/L. Teški simptomi uključuju komu, napade, nizak krvni pritisak i povišenu telesnu temperaturu koji se javljaju pri koncentraciji litijuma većoj od 3,5 mEq/L. Kada predoziranje litijuma uzrokuje neurološke deficite ili srčanu toksičnost, simptomi se smatraju ozbiljnim i mogu biti fatalni.

### Akutna toksičnost
Kod akutne toksičnosti, ljudi imaju prvenstveno gastrointestinalne simptome kao što su povraćanje i dijareja, što može dovesti do smanjenja zapremine. Tokom akutne toksičnosti, litijum se kasnije distribuira u centralni nervni sistem izazivajući vrtoglavicu i druge blage neurološke simptome.

### Hronična toksičnost
Kod hronične toksičnosti, ljudi imaju prvenstveno neurološke simptome koji uključuju nistagmus, tremor, hiperrefleksiju, ataksiju i promenu mentalnog statusa. Tokom hronične toksičnosti, gastrointestinalni simptomi koji se vide kod akutne toksičnosti su manje izraženi. Simptomi su često nejasni i nespecifični.

### Komplikacije
Ljudi koji prežive epizodu intoksikacije mogu razviti perzistentne zdravstvene probleme. Ova grupa dugoročnih zdravstvenih simptoma naziva se sindrom ireverzibilne neurotoksičnosti izazvane litijumom (SILENT). Sindrom se manifestuje ireverzibilnim neurološkim i neuropsihijatrijskim efektima. Neurološki znaci su cerebelarna disfunkcija, ekstrapiramidni simptomi i disfunkcija moždanog stabla. Neurološko-psihijatrijski nalazi predstavljaju deficit pamćenja, kognitivni deficit i subkortikalnu demenciju. Za dijagnozu, sindrom zahteva odsustvo prethodnih simptoma i postojanost simptoma duže od 2 meseca nakon prestanka uzimanja litijuma.

## Patofiziologija
Litijum se lako apsorbuje iz gastrointestinalnog trakta. Distribuira se u telo sa višim nivoima u bubrezima, štitnoj žlezdi i kostima u poređenju sa drugim tkivima. Pošto se litijum skoro isključivo izlučuje bubrezima, ljudi sa već postojećim hroničnim oboljenjem bubrega su pod visokim rizikom od razvoja intoksikacije litijumom. Poznato je da je i sam lek nefrotoksičan, što otvara mogućnost spontane pojave toksičnosti u dozama koje su se prethodno dobro podnosile. Toksičnost litijuma može se pogrešno smatrati drugim sindromima povezanim sa upotrebom antipsihotika, kao što je serotoninski sindrom jer litijum povećava metabolite serotonina u cerebrospinalnoj tečnosti.
Postoji nekoliko interakcija lekova sa litijumom. Interakcije se mogu javiti kod tipičnih antipsihotika ili atipičnih antipsihotika. Konkretno, određeni lekovi povećavaju nivoe litijuma povećanjem bubrežne ponovne apsorpcije u proksimalnoj tubuli. Ovi lekovi su inhibitori enzima koji konvertuje angiotenzin, nesteroidni antiinflamatorni lekovi i tiazidni diuretici.

## Dijagnoza
Dijagnoza se generalno zasniva na simptomima i potkrepljena je nivoom litijuma u krvi. Nivoi u krvi su najkorisniji šest do dvanaest sati nakon poslednje doze. Normalan nivo litijuma u krvnom serumu kod onih na terapiji je između 0,6-1,2 mEq/L. Neke epruvete za krv sadrže litijum heparin što može dovesti do lažno povišenih rezultata.
Kada se sumnja na toksičnost litijuma, testovi mogu uključivati:
- glukometrija
- koncentracija litijuma u serumu
- osnovni metabolički panel za procenu funkcije bubrega
- koncentracije acetaminofena i salicilata u serumu kako bi se isključili drugi izvori akutnog unosa
- urinski testovi trudnoće kako bi se osiguralo da lečenje ne izaziva abortus

Testovi imidžinga nisu od pomoći.

## Tretman
Ako je toksičnost litijuma kod osobe blaga ili umerena, doza litijuma se smanjuje ili potpuno zaustavlja. Ako je toksičnost ozbiljna, verovatno će biti potrebno ukloniti litijum iz tela. Uklanjanje litijuma se vrši u bolnicama u odeljenjima za hitnu pomoć. To može uključivati:
- Ispiranje želuca. Cev se stavlja kroz nos ili usta u stomak. Cev se koristi za uklanjanje litijuma koji još nije svaren. Takođe se može koristiti za stavljanje lekova direktno u stomak kako bi se sprečila apsorpcija litijuma.
- Upotreba veštačkog bubrega za čišćenje krvi (dijaliza). To se obično radi samo u najtežim slučajevima.[4]
- Diuretički lekovi kao što su furosemid i hidratacija preko intravenoznog normalnog fiziološkog rastvora su se pokazali efikasnim u ubrzavanju uklanjanja litijuma i rehidriranju pacijenata koji su izgubili tečnost.[4]
- Hemodijaliza. Hemodijaliza se široko zagovara kao sredstvo za smanjenje rizika od trajnih neuroloških posledica nakon trovanja litijumom.[15] Iako hemodijaliza jasno poboljšava eliminaciju litijuma, nejasno je da li se to translira u poboljšane ishode pacijenata.[15]